# Kosmowicze
Kosmowicze (biał. Касмовічы, Kasmowiczy; ros. Космовичи, Kosmowiczi) – wieś na Białorusi, w obwodzie mińskim, w rejonie nieświeskim, w sielsowiecie Łań, nad Łanią i przy drodze republikańskiej R12.

## Historia
Pod zaborami i w II Rzeczypospolitej wieś i folwark. W XIX i w początkach XX w. położone były w Rosji, w guberni mińskiej, w powiecie słuckim, w gminie Łań. Należały do ordynacji kleckiej i od 1874 do ordynacji nieświeskiej Radziwiłłów.
W dwudziestoleciu międzywojennym leżały w Polsce, w województwie nowogródzkim, w powiecie nieświeskim, w gminie Łań. W 1921 wieś liczyła 183 mieszkańców, zamieszkałych w 34 budynkach, wyłącznie Białorusinów wyznania prawosławnego. Folwark liczył zaś 34 mieszkańców, zamieszkałych w 6 budynkach, w tym 31 Polaków i 3 Białorusinów. 17 mieszkańców było wyznania rzymskokatolickiego i 17 prawosławnego.
Po II wojnie światowej w granicach Związku Sowieckiego. Od 1991 w niepodległej Białorusi.